# Punta Ritidian

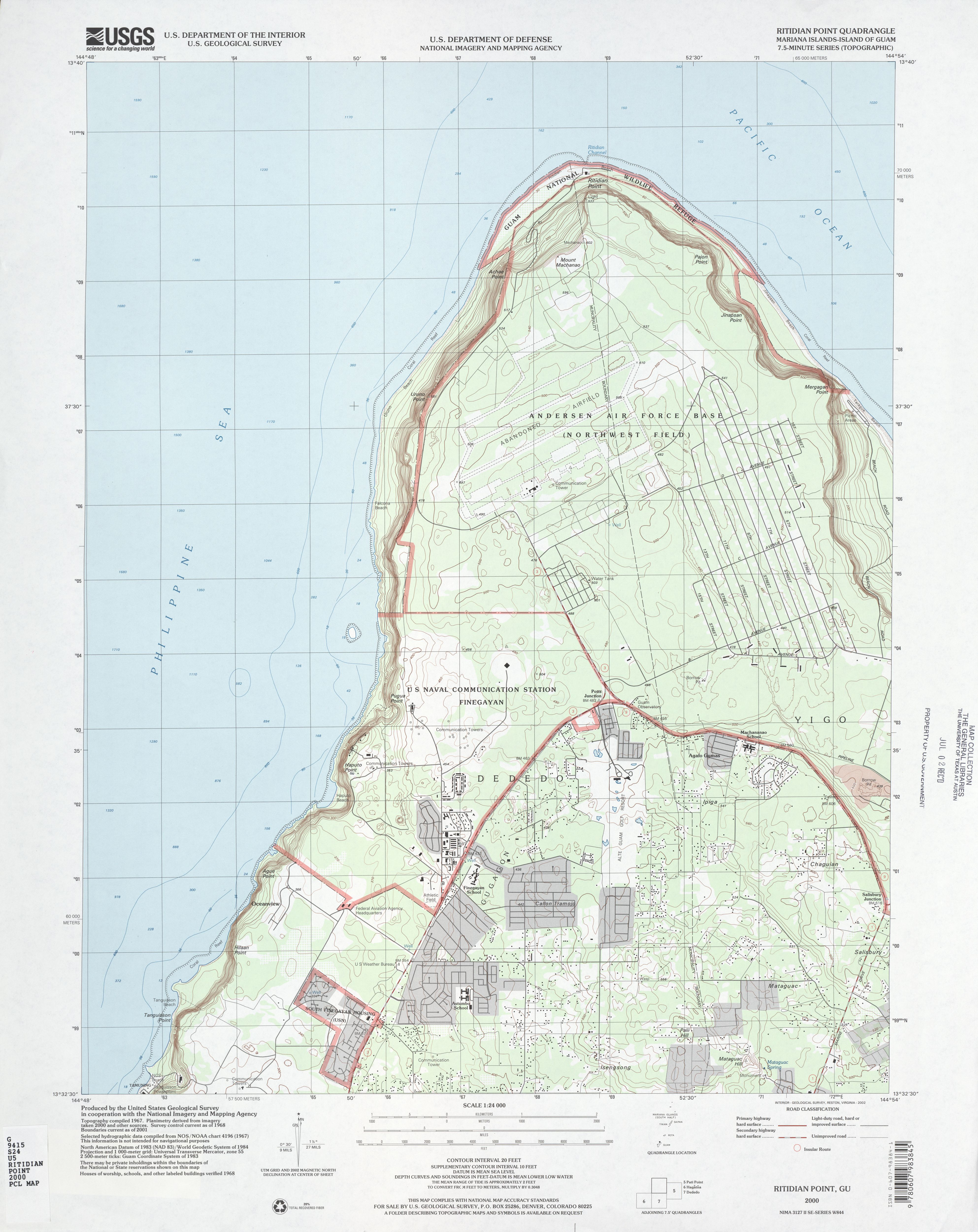
Mapa de Punta Ritidian, en Guam

Punta Ritidian (en inglés: Ritidian Point) es el punto más septentrional de la isla de Guam, un territorio estadounidense en el Océano Pacífico. Es propiedad del servicio de Vida Silvestre y pesca de los Estados Unidos (US Fish and Wildlife Service), que administra el área como parte del Refugio Nacional de Vida Silvestre de Guam (Guam National Wildlife Refuge).